# Augustine Henry
Augustine Henry (Dundee, 2 luglio 1857 – 23 marzo 1930) è stato un medico, sinologo e botanico irlandese.
Henry è maggiormente noto per aver fornito ai Kew Gardens oltre 15 000 campioni essiccati e semi e oltre 500 campioni di piante.
Alla sua morte avvenuta nel 1930, Henry era considerato un'autorità riconosciuta e fu onorato con l'inserimento in società scientifiche di Belgio, Cecoslovacchia, Finlandia, Francia e Polonia.
Nel 1929 l'Istituto botanico di Pechino gli dedicò il secondo volume di Icones plantarum Sinicarum, una raccolta di disegni di piante.
Nel 1935, J. W. Besant scrisse: "The wealth of beautiful trees and flowering shrubs which adorn gardens in all temperate parts of the world today is due in a great measure to the pioneer work of the late Professor Henry".

## Biografia

### Infanzia e educazione
Henry nacque a Dundee, in Scozia, da Bernard (un mercante di lino) e Mary McManee. Poco tempo dopo la famiglia si trasferì a Cookstown, Co. Tyrone, in Irlanda.
Studiò alla Cookstown Academy e in seguito al Queens College Galway, dove acquisì il Bachelor of Arts e dal 1879 al Queens College, Belfast, per studiare Medicina.
Terminò gli studi di Medicina a Edimburgo laureandosi in breve tempo.
In qualche momento di questo periodo, ebbe modo di incontrare Sir Robert Hart, che lo incoraggiò a entrare nell'Imperial Customs Service in Cina.
Henry fu assunto nell'Imperial Customs Service a Shanghai nel 1881 come ufficiale medico assistente e assistente alle dogane.
Fu inviato nel remoto luogo della Cina centrale di Yichang (Ichanh), provincia di Hubei, nel 1882, per fare ricerche sulle piante utilizzate nella medicina cinese.
Prestò poi servizio anche a Hupeh, Szechuan, Simao (Yunnan), Mengsi e Formosa (Taiwan).
In seguito, durante la sua carriera in Cina, studiò legge e divenne membro del Middle Temple.
Prima di andare in Cina, Henry aveva studiato cinese conseguendo una grande abilità nella lingua.
Henry andò in pensione con il grado di mandarino.

### Attività scientifica
Mentre si trovava a Yichang e in altri luoghi della Cina, Henry raccolse piante, semi e campioni, molti dei quali erano fino ad allora sconosciuti.
Nel 1888 pubblicò una lista di piante cinesi per il Journal of the Royal Asiatic Society. In quel periodo la flora e la fauna della Cina non erano ben note. Al 1896, grazie ai suoi campioni erano stati identificati 25 nuovi generi e 500 nuove specie.
Henry inviò oltre 15 000 campioni essiccati e semi e oltre 500 campioni di piante ai Kew Gardens e molti di queste divennero poi piante da giardino ben conosciute.
Egli denominò 19 di queste nuove piante, tra le quali l'Aconitum hemsleyanum in onore di William Botting Hemsley dei Kew Gardens.
Henry fornì al raccoglitore di piante Ernest Henry Wilson le istruzioni relativamente al sito dove raccogliere la Davidia involucrata, pianta originariamente scoperta dal prete missionario francese Armand David.
Al suo ritorno in Europa, trascorse un po' di tempo al lavoro sui materiali da lui inseriti nei Royal Botanic Gardens di Kew.
Nel 1900, Henry si trasferì in Francia per studiare presso la Scuola Nazionale Francese di Scienze Forestali a Nancy. Successivamente fu coautore con Henry John Elwes dell'opera in 7 volumi Trees of Great Britain and Ireland, pubblicata tra il 1907 e il 1913.
Il suo contributo in quest'opera fu unico, in quanto sviluppò un sistema di identificazione basato sulle foglie e sui ramoscelli e sulla posizione dei germogli, sistema che permetteva l'identificazione anche in assenza di frutti e fiori.
Fu coinvolto nella costituzione della cattedra di Scienze forestali presso la Cambridge University nel 1907 e vi rimase fino al 1913.
Fu responsabile, assieme a A.C. Forbes, il direttore di Scienze forestali del Dipartimento di Agricoltura e Istruzione tecnica, per la progettazione dello schema di piantumazione di 4 000 m2 nella foresta di Avondale nella Contea di Wicklow.

### Rinascimento celtico
Henry era interessato ai movimenti Arts and Crafts e Celtic Revival (rinascimento celtico). Conobbe il poeta William Butler Yeats, George William Russell (AE), Charlotte, moglie di George Bernard Shaw e fu in contatto con le famiglie di Sir Roger Casement e Erskine Childers.

### Royal College of Science a Dublino
Nel 1913 gli fu assegnata la cattedra di Scienze Forestali al Royal College of Science (in seguito University College Dublin) e contribuì poi all'istituzione del National Forestry Service.

### Vita privata
Henry sposò Alice Brunton nel 1908; non ebbero figli.

## Opere principali
- The Trees of Great Britain and Ireland 1907–13, co-author H. J. Elwes. Private (subscription only) publication. Edinburgh.
- Notes on Economic Botanical of China, introduction by E. Charles Nelson, Boethus Press 1986 ISBN 0-86314-097-1
- Anthropological work on Lolos and non-Han Chinese of Western Yunnan

## Onorificenze
Le seguenti specie di piante furono così nominate in onore di Augustine Henry:
- Aconitum henryi (Sparks Variety Monkshood)
- Clematis henryi
- Emmenopterys henryi
- Lonicera henryi
- Pathenocissus henryana
- Rhododendron augustinii
- Saruma henryi
- Tilia henryana
- Viburnum henryi